# G N’ R Lies
G N' R Lies znany też jako Lies – drugi album amerykańskiej grupy rockowej Guns N’ Roses. Wydany został w roku 1988. Na albumie znajduje się osiem utworów, pierwsze cztery stanowią zawartość minialbumu Live ?!*@ Like a Suicide, zaś następne cztery to utwory akustyczne, w tym oryginalna wersja „You're Crazy” z Appetite for Destruction. Album G N' R Lies promował singel „Patience”. Utwór „One in a Million” wywołał wiele kontrowersji tekstem, który odebrano jako rasistowski.
Utwory z albumu EP Live ?!*@ Like a Suicide nie były w rzeczywistości nagrywane na żywo. Rose przyznał w jednym z wywiadów, że piosenki nagrane zostały w studiu, a głosy widowni zostały podłożone.

## Lista utworów
| nr | tytuł                   | twórcy                                                                         | długość |
| -- | ----------------------- | ------------------------------------------------------------------------------ | ------- |
| 1. | Reckless Life           | Axl Rose, Slash, Izzy Stradlin, Chris Weber                                    | 3:20    |
| 2. | Nice Boys (Rose Tattoo) | Angry Anderson, Mick Cocks, Geordie Leach, Dallas "Digger" Royall, Peter Wells | 3:30    |
| 3. | Move to the City        | Stradlin, Del James, Chris Weber                                               | 3:42    |
| 4. | Mama Kin (Aerosmith)    | Steven Tyler                                                                   | 3:57    |
| 5. | Patience                | Stradlin, Rose                                                                 | 5:56    |
| 6. | Used to Love Her        | Stradlin                                                                       | 3:13    |
| 7. | You’re Crazy            | Rose, Stradlin                                                                 | 4:10    |
| 8. | One in a Million        | Rose                                                                           | 6:10    |

## Wykonawcy
- Axl Rose – śpiew, gwizdanie w „Patience”
- Slash – gitara prowadząca, gitara akustyczna
- Izzy Stradlin – gitara rytmiczna, gitara akustyczna, chórki
- Duff McKagan – gitara basowa, gitara akustyczna, chórki
- Steven Adler – perkusja, chórki w „Patience”